# برند آوی
کمپانی آوی (انگلیسی: Awei) در شنژن چین سال ۱۹۹۹ در یک مکانی با مساحت بسیار زیاد و دستگاه‌های مدرن و پیشرفته تأسیس شد. 
این کمپانی که لوازم جانبی الکترونیکی و دیجیتال را تولید می‌کند از همان ابتدا با توجه ویژه به مد روز محصولاتش را طراحی و وارد بازار کرد. 
کمپانی آوی با توسعه محصولات نوآورانه با پیشرفت بالا، ادغام موسیقی، زندگی و مد و با بهره‌گیری از تکنولوژی فوق‌العاده در سطح جهانی برای توسعه هر محصول، صادق بودن با مشتریان و قیمت مناسب، محصولات موفق و پرطرفداری را ارائه داد. 
امروزه، با بیش از ۱۰ سال توسعه، نام تجاری Awei با قدرت در صنعت هدفون هوشمند خود را به اثبات رساند.